# 银川景博中学
银川景博中学是一所隶属银川二中教育集团的私立中学，位于宁夏回族自治区银川市兴庆区宝丰巷97号，紧邻银川二中。

## 学校历史
银川景博中学创建于2002年，由原银川二中初中部整合而来，现有19个教学班，约1000名在校生。

## 学校发展

### 学校招生
银川景博中学招生通过考试选拔，招生考试于每年7月左右举行。招生考试竞争异常激烈，每年逾4000人报名参加考试，300名学生将被录取，录取率约为6.8%。

### 教学成果
在希望杯全国数学邀请赛及全国初中数学、物理、化学联赛中，景博中学每年有近百名学生分获全国及自治区级奖励。
景博中学中考成绩在银川市稳居前茅，为银川二中等银川一流高中培养了大批优秀毕业生，其中还包括出多位银川市中考状元。他们包括：
- 2007年银川市中考状元，杨桦
- 2012年银川市中考状元，马悦[2]

### 对外交流
2007年暑假期间，景博合唱团赴法国参加国际青少年音乐节演出获得成功，在法国当地报纸上得以报道。